# جونگ ایل-هون
جونگ ایل-هون (کره‌ای: 정일훈؛ انگلیسی: Jung Il-hoon؛ زادهٔ ۴ اکتبر ۱۹۹۴) که به سادگی با نام ایل‌هون شناخته می‌شود، رپر، ترانه‌سرا، تهیه‌کننده موسیقی و بازیگر اهل کره جنوبی است. او رپر اصلی سابق گروه پسرانهٔ کره‌ای بی‌توبی بوده‌است. او به خاطر همکاری با هنرمندانی همچون هیونا و جی.ان‌ای و همچنین سابقهٔ مجری‌گری در وریتی شوی ویکلی آیدل شناخته می‌شود. ایل‌هون فعالیت بازیگری خود را با ایفای نقش در مجموعهٔ تلویزیونی وب‌تون هیرو: توندرا شو در سال ۲۰۱۵ آغازکرد.

## زندگی‌نامه
جونگ ایل-هون در ۴ اکتبر ۱۹۹۴ در سئول، کره جنوبی به دنیا آمد. او از دبیرستان هانلیم فارغ‌التحصیل شد و در کالج هنرهای رسانه‌ای کره در رشتهٔ بازیگری شرکت کرد. او برادر کوچکتر خواننده جو است. جونگ دوست دوران کودکی نایون از گروه ای‌پینک است.